# Kõrve (Avirnurme)
Koordinaten: 58° 57′ N, 26° 54′ O
Kõrve ist ein Dorf (estnisch küla) in der Landgemeinde Avinurme (Avinurme vald). Es liegt im Kreis Ida-Viru (Ost-Wierland) im Nordosten Estlands.
Das Dorf hat zwölf Einwohner (Stand 2010).